# Forces spéciales (film)
Pour les articles homonymes, voir Forces spéciales (homonymie).
Pour plus de détails, voir Fiche technique et Distribution.
Forces spéciales est un film français de guerre
et d'action réalisé par Stéphane Rybojad, sorti en 2011.

## Synopsis
Six hommes du Commandement des opérations spéciales (COS) déployés auprès des Forces françaises en Afghanistan sont appelés pour libérer deux otages — Elsa Casanova, une journaliste française connue pour son opposition à la présence française en Afghanistan ; et Amin, son accompagnateur afghan — qui viennent d'être capturés par les Talibans en pleine zone tribale, à la frontière entre le Pakistan et l'Afghanistan.
Bien qu'ayant réussi à sortir les deux otages de leur prison, l'opération menée par le commandant Kovax est mise en péril quand l'évacuation héliportée est rendue impossible par la réaction des insurgés, obligeant le groupe à prendre la fuite à travers la montagne, avec leurs poursuivants aux trousses, dans des conditions très difficiles.

## Fiche technique
- Titre original : Forces spéciales
- Réalisateur : Stéphane Rybojad
- Scénario : Stéphane Rybojad
- Musique : Xavier Berthelot
- Montage : Stéphane Rybojad, Erwan Pecher
- Décors : Christophe Jutz
- Créatrice Costumes : Céline El Mazouzi
- Costumière : Véronique Trémoureux
- Son : Arnaud Lavaleix
- Directeurs de production : Patrick Meunier / Armand Bernardi
- Sociétés de production : Easy Company, Studiocanal
- Société de distribution : Studiocanal
- Photo : David Jankowski
- Producteur : Thierry Marro et Benoit Ponsaillé
- Format : couleur - 35 mm - 2,35:1
- Pays d’origine :  France
- Langue originale : français
- Durée : 107 minutes
- Budget : 10 millions d'euros
- Dates de sortie :
  - France, Suisse romande : 2 novembre 2011
  - Belgique : 9 novembre 2011

## Distribution

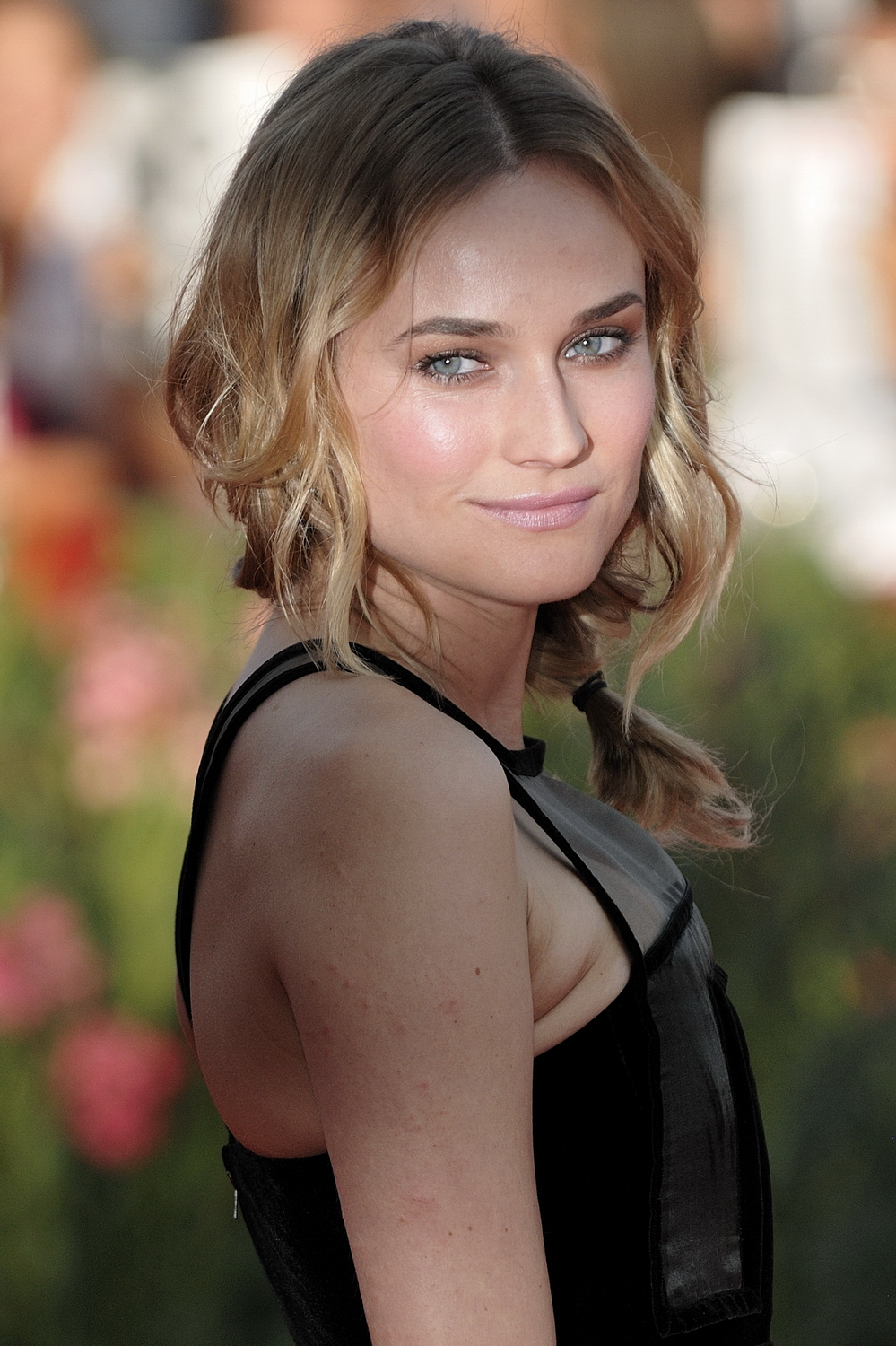
L'actrice principale, Diane Kruger, l'année de tournage du film.

- Diane Kruger : Elsa Casanova, journaliste otage des Talibans
- Djimon Hounsou : commandant Kovax
- Benoît Magimel : capitaine Tic-Tac
- Denis Ménochet : capitaine Lucas
- Raphaël Personnaz : Elias, nouveau tireur d'élite de l'équipe
- Alain Figlarz : Victor
- Alain Alivon : Marius
- Tchéky Karyo : contre-amiral Guezennec, patron du Commandement des opérations spéciales
- Mehdi Nebbou : Amin, accompagnateur d'Elsa
- Raz Degan : Zaïef, chef tribal taliban
- Morjana Alaoui : Maïna
- Jeanne Bournaud : Alex
- Anne Caillon : Jeanne, femme de Kovax
- Isabelle Vitari : Lisa, amie du capitaine Lucas
- Bernard Allouf : Président de la République française
- Jean-Paul Dubois : Ministre de la Défense
- Antoine Blanquefort : Ministre des Affaires étrangères
- Jacques Gallo : Chef d'État-Major des armées
- Laurent Claret : Chef de l'état-major particulier du président de la République
- Didier Flamand : Jacques Beauregard, le patron du journal d'Elsa Casanova
- Elsa Levy : Claire, journaliste dans la rédaction d'Elsa Casanova

## Régiments des soldats français
- Kovax : Commandos marine (Marine nationale)
- Lucas : Commandos marine (Marine nationale)
- Victor : Commandos marine (Marine nationale)
- Marius : Commandos marine (Marine nationale)
- Tic-Tac : 1er RPIMa (Armée de terre)
- Elias : CPA 10 (Armée de l'air)

Le film fait figurer parmi les commandos un véritable Commando marine, Marius, ancien instructeur des Commandos Marine rendu célèbre par un documentaire diffusé sur France 2 dans l'émission Envoyé Spécial.

## Production

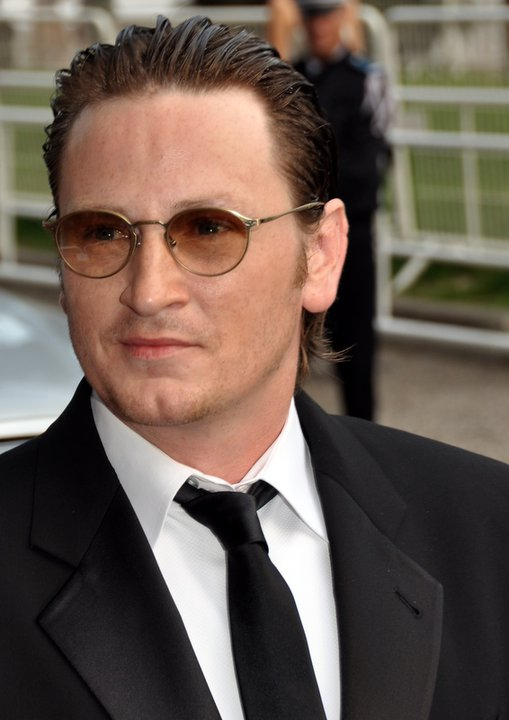
L'acteur Benoit Magimel pour la promotion du film au Festival de Cannes 2011.

### Budget
Tourné avec l'aide de l'armée française, le film avait un budget annoncé à 10 millions d’euros, à rapprocher des 11 millions de dollars du film Démineurs (The Hurt Locker) réalisé par Kathryn Bigelow en 2009. Il n'a coûté réellement que 7,7 millions d'euros.

### Tournage
L'équipe du film a tourné au camp militaire de Caylus (1re intervention dans la ferme de Mondounet) (Tarn-et-Garonne), à Djibouti ainsi qu'à Paris, tout en aguerrissant les comédiens à Lorient, chez les commandos marine. La plus grande partie du tournage a été tournée, en secteur civil, au Tadjikistan à Douchanbé, Korhog et dans les montagnes du Pamir environnantes, dans des conditions parfois difficiles : faibles infrastructures, climat hors-norme, pays à risque.
Le lieutenant-colonel Jackie Fouquereau, ancien patron de la communication de l’Armée de terre et fin connaisseur de l'intervention en Afghanistan, a accompagné l’équipe du film pendant toute sa réalisation. Son nom est cité au générique.

## Accueil

### Box-office
Le film a totalisé 204 606 entrées en France, dont 52 811 sur Paris et sa périphérie.

### Réception critique
Sur le site AlloCiné.fr, le film recueille la note de 1,2 sur 5, selon 14 critiques de presse exprimées. Le film est accusé tour à tour de « manichéisme rebutant » (CinémaTeaser), « nanar assez inouï » (Impact), « ridicule, improbable et convenu » (Ouest France), « insoutenable clip à la gloire de l'armée » (Télerama), voire d'une sorte de « Platoon français castré et sans âme » (Première). Les autres titres de presse ne sont pas en reste, qui laminent le film : « des personnages caricaturaux et des répliques grotesques » (Metro), « un navet embarrassant » (Télécinéobs). 
A contrario, les spectateurs du film donnent une note tout à fait correcte de 3,9 sur 5, sur un total de 661 critiques, montrant ainsi le fossé pouvant exister parfois entre presse spécialisée et critiques des spectateurs.